# Amtsgericht Preetz
Das Amtsgericht Preetz war ein deutsches Amtsgericht mit Sitz in Preetz.

## Geschichte
Mit der Annexion Schleswig-Holsteins wurden 1867 in der nunmehr preußischen Provinz fünf Kreisgerichte und das übergeordnete Appellationsgericht Kiel eingerichtet. Als Eingangsgerichte wurden Amtsgerichte geschaffen, darunter das Amtsgericht Preetz als eines von 16 Amtsgerichten des Kreisgerichts Kiel. Den Gerichtssprengel bildete das Kloster Preetz (mit Ausnahme der Probstei und der Enklaven Taasdorf und Gardeland), die Güter Rühren, Wahlstorf, Bredenek, Rasttorf, Rethwisch, Freudenholm, Sophienhof, Wittenberg, Lehmfuhlen, Schädtbeck, Lammershagen, Salzau und Dobersdorf. Mit dem Inkrafttreten des deutschen Gerichtsverfassungsgesetzes am 1. Oktober 1879 wurden reichsweit einheitlich Amts-, Land- und Oberlandesgerichte geschaffen. Das Amtsgericht Preetz blieb bestehen und war nun dem Landgericht Kiel nachgeordnet. Sein Gerichtsbezirk umfasste daraufhin aus dem Kreis Plön den Stadtbezirk Preetz, die Gemeindebezirke Barmissen, Tiefhusen, Großbarkau, Honigsee, Kirchbarkau, Löptin, Nettelsee, Pohnsdorf, Postfeld, Rausdorf, Schellhorn, Sieversdorf, Wakendorf und Warnau sowie die Gutsbezirke Bredenek, Bundhorst, Dobersdorf, Freudenholm, Hagen, Kühren, Lehmkuhlen, Preetz, Rastorf, Rethwisch, Schädtbek, Sophienhof, Wahlstorf und Wittenberg. Am Gericht bestand 1880 eine Richterstelle. Das Amtsgericht war damit ein kleines Amtsgericht im Landgerichtsbezirk.
Im Jahre 1978 wurde das Amtsgericht Preetz aufgehoben, und das Amtsgericht Plön übernahm seine Aufgaben.